# Mysidopsis buffaloensis
Mysidopsis buffaloensis är en kräftdjursart som beskrevs av Wooldridge 1988. Mysidopsis buffaloensis ingår i släktet Mysidopsis och familjen Mysidae. Inga underarter finns listade i Catalogue of Life.